# Carl Grimme

Rechenmaschine „Brunsviga“, Werbung 1905. Rechenmaschinen produzierte das Unternehmen erst nach Grimmes Tod.

Friedrich Wilhelm Carl Grimme (* 25. Mai 1836 in Northeim; † 2. Juli 1883 in Braunschweig) war ein deutscher Maschinenfabrikant. Er war 1871 Mitbegründer der Firma Grimme, Natalis & Co., die unter verschiedenen Namen bis 1979 in Braunschweig bestand.

## Leben
Carl Grimme wurde 1836 im Königreich Hannover als Sohn eines Schuhmachers geboren. Er ging Mitte der 1860er Jahre nach Braunschweig, wo er eine Nähmaschinenfabrik und eine Eisengießerei gründete. Im Jahr 1871 entstand durch die Vereinigung mit der Nähmaschinenhandlung von Albert Natalis die Kommanditgesellschaft auf Aktien Grimme, Natalis & Co., deren technischer Leiter Carl Grimme wurde. Das Geschäft entwickelte sich aus bescheidenen Anfängen heraus außergewöhnlich rasch. Bereits 1874 produzierte das Unternehmen rund 18.000 Nähmaschinen, die insbesondere in das europäische Ausland exportiert wurden. Der Betrieb beschäftigte zu dieser Zeit ca. 450 Arbeiter. Im Jahr 1884 wurden 41.507 Maschinen gefertigt. Die Zahl der Beschäftigten lag 1884 bei rund 700, wobei ca. 620 Arbeiter in der Maschinenfabrikation und ca. 80 in der Eisengießerei tätig waren.
Carl Grimme wohnte zuletzt in der Kastanienallee in Braunschweig, wo er im Juli 1883 im Alter von 47 Jahren starb. Sein Nachfolger im Unternehmen wurde Franz Trinks, der ab 1892 mit Rechenmaschinen das künftige Hauptproduktionsgebiet der Firma erschloss.